# Hervormde kerk (Wilnis)
De Hervormde kerk is een kerkgebouw in het Nederlandse dorp Wilnis, provincie Utrecht. De kerk wordt gebruikt door de Hervormde gemeente Wilnis.

## Geschiedenis
De oudste vermelding van een kerk dateert uit 1275. Het oudst bekende kerkgebouw dateert uit de 16e eeuw, mogelijk uit 1563. Rond 1586 ging de kerk over in protestantse handen.
In 1611 stortte de kerktoren in. Twee jaar later was deze weer herbouwd. Een eeuw later bleek de kerk echter in dermate bouwvallige staat te verkeren, dat deze werd afgebroken. In 1739 startte men met de bouw van een nieuwe kerk die in 1742 gereed kwam.
Ook de nieuwe kerk kwam in de problemen. Vanwege de bouwvallige staat verbood de burgemeester in augustus 1876 het houden van diensten. Op 16 augustus 1876 stortte de kerktoren inderdaad in, waarbij tevens het schip werd verwoest. Mogelijke oorzaak was het wegrotten van de houten funderingspalen: door de droogmaking van de polder Groot-Mijdrecht was de grondwaterstand namelijk gedaald, waardoor de houten palen droog kwamen te staan.
Voor de herbouw werd gekozen voor een andere locatie. Dit had deels te maken met de funderingsproblemen – men wilde de oude funderingen niet meer hergebruiken – maar ook met de eis van de overheid dat kerk en kerkhof gescheiden dienden te zijn.
In 1877 werd begonnen met de bouw van de huidige kerk. Het ontwerp van deze zaalkerk in de stijl van neorenaissance was van de Utrechtse architect Ferdinand Jacob Nieuwenhuis. Om kosten te besparen, werden stenen van de oude kerk hergebruikt voor de fundering en de steunmuur. Op 1 mei 1877 vond de aanbesteding plaats voor het bouwen van “eene kerk met toren”. Een aannemer tekende in voor nog geen 25.000 gulden. Op 12 december van dat jaar was het kerkgebouw gereed; de toren volgde in 1878.
Naast de kerk staat de pastorie die in de jaren 1861-1862 is gebouwd.

## Beschrijving
De zaalkerk heeft vijf traveeën. De rondboogvensters zijn van ijzer. In de achtergevel bevindt zich onder andere een rond venster.
De kerktoren kent vier geledingen. In de bovenste geleding bevindt zich een bronzen luidklok uit 1541. De toren wordt afgedekt door een achtzijdige spits met kleine dakkapellen. Onder de toren bevindt zich een waterkelder voor de opvang van regenwater. Dit water was bedoeld om in droge zomers de bewoners tegen een kleine vergoeding van water te voorzien.
De kerk heeft een consistorie van één bouwlaag.
Het orgel is rond 1760 gebouwd door J.J. Moreau. Oorspronkelijk stond dit orgel in de St. Lambertus in Kralingen. In 1926 is het orgel van een nieuw binnenwerk voorzien.